# Foot Ball Club Brescia 1920-1921
Questa pagina raccoglie i dati riguardanti il Foot Ball Club Brescia nelle competizioni ufficiali della stagione 1920-1921.

## Stagione
La formazione ha partecipato alla Prima Categoria Lombardia - Girone E.
Il Brescia si è piazzato secondo alle spalle del Saronno, alla pari con la Libertas, davanti all'Atalanta.

## Organigramma societario
Area direttiva
- Presidente: Alberto Genna

Area tecnica
- Allenatori: Antonín Fivebr e Imre Schoffer

## Rosa
La Rosa è composta da 13 calciatori che disputeranno le sei gare:
| N. |                   | Ruolo | Calciatore          |
| -- | ----------------- | ----- | ------------------- |
|    | Italia (bandiera) | P     | Giuseppe Trivellini |
|    | Italia (bandiera) | D     | Carlo Bersani       |
|    | Italia (bandiera) | D     | Alessandro Bollani  |
|    | Italia (bandiera) | D     | Luigi Vielmi III    |
|    | Italia (bandiera) | D     | Battista Pisa       |
|    | Italia (bandiera) | C     | Pierino Bissolotti  |
|    | Italia (bandiera) | C     | Costante Longhi     |

| N. |                   | Ruolo | Calciatore         |
| -- | ----------------- | ----- | ------------------ |
|    | Italia (bandiera) | C     | Gabriotti          |
|    | Italia (bandiera) | C     | Giovanni Lanfritto |
|    | Italia (bandiera) | C     | Enrico Dall'Era    |
|    | Italia (bandiera) | A     | Rosso I            |
|    | Italia (bandiera) | A     | Giuseppe Lunghi    |
|    | Italia (bandiera) | A     | Carlo Ratti        |
|    | Italia (bandiera) | C     | Alberto Albertoni  |

## Risultati

### Campionato di Prima Categoria

#### Girone E lombardo

##### Girone di andata
| Arbitro: | Barnabò (Milano) |

|             |           |           |
| Bollani 74’ | Marcatori | 63’ Murer |

| Arbitro: | Venegoni (Legnano) |

|                             |           |                      |
| Boiocchi I 15’ Carugati 25’ | Marcatori | 35’ (rig.) Lanfritto |

| Arbitro: | Muttoni (Treviglio) |

|                    |           |           |
| Ardizzi 23’ (rig.) | Marcatori | 24’ Ratti |

##### Girone di ritorno
| Arbitro: | A.Gama (Milano) |

|                |           |            |
| Roghi 35’, 44’ | Marcatori | 65’ Lunghi |

| Arbitro: | Panzeri (Milano) |

|                           |           |               |
| Ratti 12’ Lunghi 40’, 80’ | Marcatori | 42’ Marzorati |

| Arbitro: | Bistoletti (Milano) |

|                                |           |                          |
| Lunghi 16’, 65’ Bissolotti 70’ | Marcatori | 26’ Cornolti 88’ Colombo |

## Statistiche

### Statistiche di squadra
| Competizione                          | Punti | In casa | In casa | In casa | In casa | In casa | In casa | In trasferta | In trasferta | In trasferta | In trasferta | In trasferta | In trasferta | Totale | Totale | Totale | Totale | Totale | Totale | DR |
| Competizione                          | Punti | G       | V       | N       | P       | Gf      | Gs      | G            | V            | N            | P            | Gf           | Gs           | G      | V      | N      | P      | Gf     | Gs     | DR |
| ------------------------------------- | ----- | ------- | ------- | ------- | ------- | ------- | ------- | ------------ | ------------ | ------------ | ------------ | ------------ | ------------ | ------ | ------ | ------ | ------ | ------ | ------ | -- |
| Prima Categoria (girone eliminatorio) | 6     | 3       | 2       | 1       | 0       | 7       | 4       | 3            | 0            | 1            | 2            | 3            | 5            | 6      | 2      | 2      | 2      | 10     | 9      | +1 |

### Statistiche dei giocatori
| Giocatore     | Prima Categoria | Prima Categoria |
| Giocatore     | Presenze        | Reti            |
| ------------- | --------------- | --------------- |
| C. Bersani    | 6               | 0               |
| P. Bissolotti | 4               | 1               |
| A. Bollani    | 6               | 1               |
| E. Dall'Era   | 1               | 0               |
| Gabriotti     | 3               | 0               |
| G. Lanfritto  | 6               | 1               |
| C. Longhi     | 5               | 0               |
| G. Lunghi     | 5               | 5               |
| B. Pisa       | 6               | 0               |
| C. Ratti      | 6               | 2               |
| Rosso I       | 6               | 0               |
| G. Trivellini | 6               | -9              |
| L. Vielmi III | 6               | 0               |